# Мисијано (Перуђа)
Мисијано је насеље у Италији у округу Перуђа, региону Умбрија.
Према процени из 2011. у насељу је живело 115 становника. Насеље се налази на надморској висини од 328 м.